# مقاطعة وارين (نيويورك)
مقاطعة وارين (بالإنجليزية: Warren County)‏ هي إحدى المقاطعات في ولاية نيويورك في الولايات المتحدة الأمريكية.

## أعلام
- ماثيو برادي
- توماس س. دورانت